# Lotte Toberentz
Lotte Toberentz, właśc.Maria Charlotte Toberentz (ur. 27 maja 1900 w Zerbst/Anhalt, zm. styczeń 1964) – radczyni kryminalna w III Rzeszy, członkini załogi obozowej Ravensbrück oraz SS-Lagerführerin (kierowniczka) obozu Jugendschutzlager Uckermark – w okresie zanim w styczniu 1945 stał się on obozem zagłady.
W maju 1937 wstąpiła do NSDAP (nr legitymacji partyjnej 3917135). Od maja 1942 do kwietnia 1945 służyła w Ravensbrück. W tym czasie, od maja 1942 roku kierowała obozem w Uckermark (dysponowała uprawnieniami radczyni kryminalnej). Do stycznia 1945 znajdowała się w podobozie Uckermark.
W trzecim procesie załogi Ravensbrück Lotte Toberentz uniewinniono (nie zdołano udowodnić jej udziału w selekcjach na więźniarkach). W późniejszych latach została urzędniczką zachodnioniemieckiej policji. Dalsze śledztwa i przesłuchania prowadzone w jej sprawie w latach 50. i 60. nie doprowadziły do postawienia jej zarzutów.